# Малоярославець
Малоярославець — місто на правому березі річки Лужі (басейн Оки), за 61 км на північний схід від Калуги. Адміністративний центр Малоярославецького району Калузької області.

## Розташування
Притоки річки Лужі — Легойка і Каріжа охоплюють місто, одна з півдня і сходу, інша з півдня і заходу. До міста підходять ліси: за заплавою р. Калюжі, на заході за р. Каріжою, з півдня за залізницею. З Малоярославця добре видно сусідній Обнінськ, розташований на високому березі річки Протви, а також розташовані поруч села Карпове і Коллонтай.
Площа Малоярославця становить 1787 га.

### Клімат
Територія міста характеризується помірно-континентальним кліматом з теплим літом і відносно холодною зимою. Середньомісячна температура найхолоднішого місяця року −9,5 °C (січень), найтеплішого +17 °C

## Історія

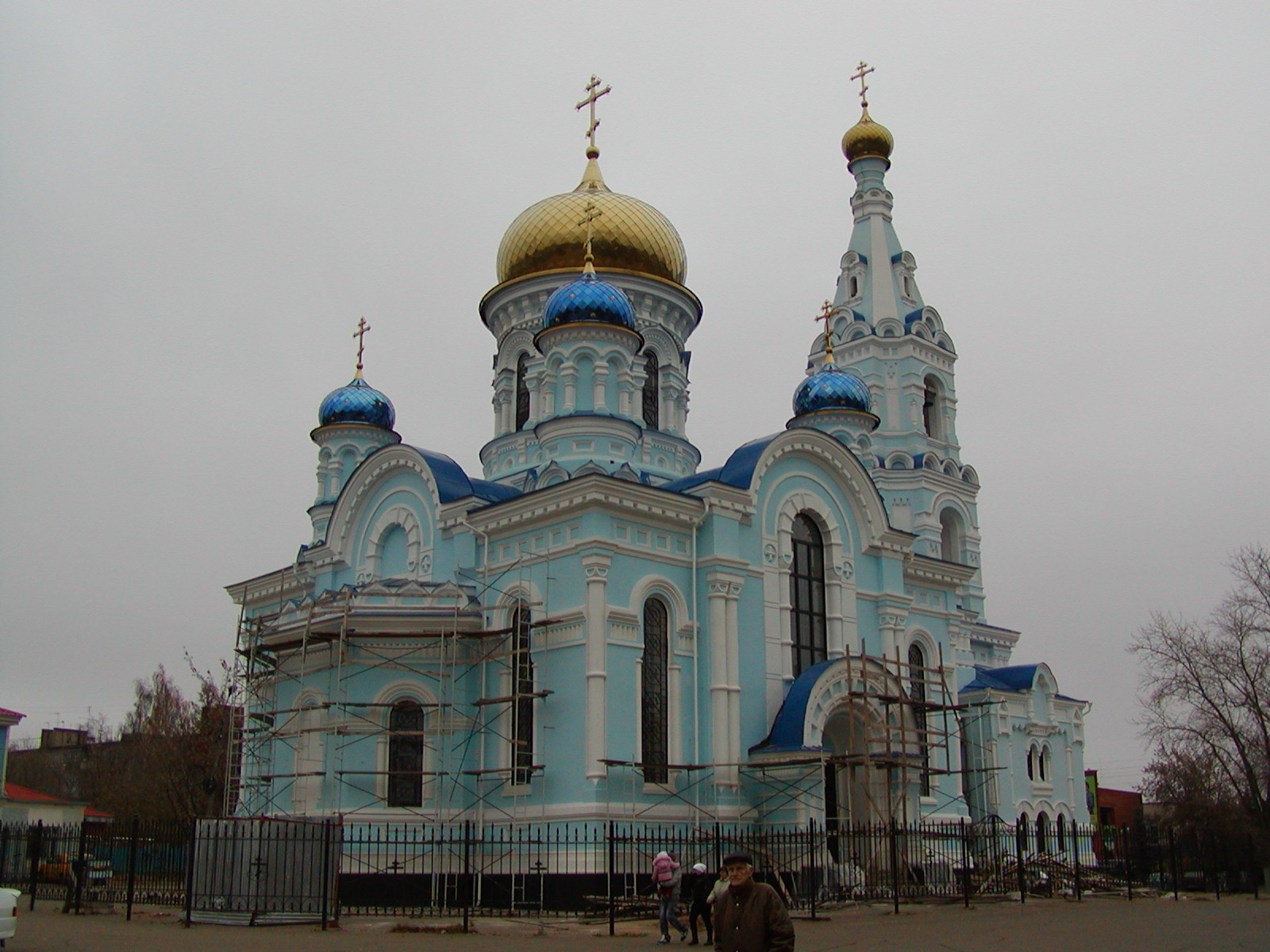
Церква Успіння Пресвятої Богородиці, побудована на народні пожертвування на честь 100-річчя перемоги в Малоярославецькій битві на місці зруйнованої під час битви Успенської церкви XVIII століття

В межах міста знаходиться стародавнє городище — залишок укріпленого поселення в'ятичів. Територіально — сусідній з Микільським Чорноостровським монастирем пагорб, що виходить на берег річки Лужа. Пагорб має характерний для городищ штучний щодо плоский верх.
Місто було засноване в кінці XIV століття князем Володимиром Андрійовичем Серпуховським (Хоробрим), який назвав його на честь свого четвертого сина Ярославлем. Перша письмова згадка відноситься до 1402 року; в 2002 році місто відсвяткувало 600-річчя. Після приєднання міста до Московського князівства в 1485 році було перейменоване в Малоярославець.
В 1776 році Малоярославцю присвоєно статус повітового міста Малоярославецького повіту Калузької губернії. 24 жовтня 1812 року місто стало ареною кровопролитної битви між армією Наполеона, яка намагалася пробитися на Калузьку дорогу, і російськими військами під командуванням Кутузова. В ході 17-годинного бою місто 8 разів переходив з рук в руки, у результаті було практично повністю знищене.
З 1929 року місто є центром Малоярославецького району Московської області (з 1944 року — Калузької області).
Під час Другої світової війни Малоярославець піддався нетривалої окупації (18 жовтня 1941 року був взятий 19-ю танковою дивізією вермахту і звільнений в ході контрнаступу радянських військ 2 січня 1942 року).
До 2010 року Малоярославець мав статус історичного поселення, однак Наказом Міністерства Культури РФ від 29 липня 2010 року № 418/339 місто було цього статусу позбавлене.   в 2005 році посів друге місце за підсумками конкурсу найупорядженіше місто Росії в категорії міст з населенням до 100 тис. жителів, поступившись дагестанському Ізбербашу.